# سگ آبی آمریکای شمالی
سگ آبی آمریکای شمالی (نام علمی: Castor canadensis) نام یک گونه از سرده سگ آبی است.
سگ‌های آبی آمریکای شمالی به میزان زیادی به شریک‌های جنسی خود خیانت می‌کنند. این در حالی است که سگ آبی اوراسیایی که خویشاوندی نزدیکی با سگ آبی آمریکای شمالی دارد نه تنها یک شریک جنسی اختیار می‌کند و بلکه تا پایان به شریک جنسی خود نیز وفادار می‌ماند.
سگ‌های آبی آمریکای شمالی کمتر از سگ‌های آبی اوراسیایی تمایل به خشونت دارند. جمعیت آنها نیز بیشتر از سگ‌های آبی اوراسیایی است.